# Plutella dryoxyla
Plutella dryoxyla is een vlinder uit de familie koolmotten (Plutellidae). De wetenschappelijke naam van deze soort is voor het eerst geldig gepubliceerd in 1932 door Edward Meyrick.
De soort komt voor in tropisch Afrika.